# 伊達宗勝
伊達宗勝（日语：／ Date Munekatsu，1621年—1679年12月6日）江户时代前期大名。陆奥仙台藩初代藩主伊达政宗第十子，母亲是法性院（多田吉广之女）。仙台藩支藩・陆奥一关藩藩主。伊达骚动的中心人物之一。官名兵部大辅，所以又称伊达兵部。

## 生平
元和7年（1621年）出生，幼名千胜丸。
仙台藩第二代藩主忠宗（宗勝的异母兄）在世时并没有特别引人注目的举动。万治元年（1658年）忠宗去世纲宗继第三代藩主位，宗胜自负身为藩祖政宗的儿子，与纲宗的庶兄田村宗良一同处理藩政，并迎娶酒井忠清的养女为嫡子宗兴的正室，加强了同幕府的联系。万治3年（1660年）领受3万石的分知成为大名。同年纲宗接到幕命不得不隐居，由两岁的长男纲村继承家业，而宗胜成为纲村的后见人，在仙台藩更加跋扈嚣张。
就是在这一背景下宽文11年（1671年）发生了伊达骚动（宽文事件），仙台藩面临着被改易的危机。有说法认为这实际上是当时第4代将军德川家纲身边如日中天的大老酒井忠清和宗胜打算夺取仙台藩实权的阴谋。但幕府最终裁定因藩主纲村尚年幼而不加责罚，仙台藩最终平安无事。
然而審問時發生原田宗輔大砍殺並自戕的流血醜聞，宗胜因身為藩主監護人被問責，导致一关藩被改易，宗胜一族也被判终身流放。宗胜本人交于土佐藩主山内丰昌看管，嫡男宗兴交于丰前小仓藩主小笠原忠雄看管，宗兴的妻子和儿女交于伊予吉田藩（宇和岛藩支藩）主伊达宗纯看管，宗胜的两位侧室和四个孩子（虎之助、兵藏、于竹、于妻）交于岩出山的伊达宗敏看管。根据这一处分一关伊达氏在宗胜一代断绝，一关藩领3万石回归仙台本藩领，家老新妻胤实以下一关藩士一同归属仙台本藩。
被引渡到土佐藩的宗胜在土佐郡小高坂的流放地渡过了余生。延宝7年（1679年）11月4日去世。享年59岁。